# Jacques II Ferrandin
Jacques II Ferrandin (mort à Aoste le 7 juillet 1399), est un prélat valdôtain, évêque d'Aoste de 1376 à 1399.

## Biographie
Jacques Ferrandin est d'origine vadôtaine sa famille modeste est implantée au hameau Surpian, dans la paroisse de Saint-Marcel.

### Carrière religieuse
Jacques Ferandin intègre l'Hospice du Grand-Saint-Bernard comme quêteur il devient ensuite prieur de Saint-Jacquême, c'est-à-dire Prévôt. Il est promu évêque d'Aoste par le Pape Grégoire IX le 12 novembre 1376 et consacré le 31 mai 1377. Selon la présentation hagiographique de l'abbé Joseph-Marie Henry: « simple pieux, obscur, il dirigea son troupeau dans l'humilité, la bonté et la sainteté ». Selon Bruno Galland, plus sobrement, « c'était un valdôtain... Mais il semble avoir toujours observé une position assez effacée qu'il conserva d'ailleurs au cours de son épiscopat » 
L'épiscopat de Jacques Ferrandin se caractérise en effet essentiellement par sa dévotion à Saint Grat qui avait dirigé le diocèse au Ve siècle et dont il développe le culte dans la Vallée d'Aoste. Il réussit en 1390 à récupérer la châsse contenant les reliques du saint qui avait été emportée par la comtesse Bonne de Bourbon, mère d'Amédée VII de Savoie   et il institue une fête pour la Translation de Saint-Grat le 27 avril. Il dédie également à ce saint la nouvelle paroisse qu'il érige à Valgrisenche en 1392.   
Jacques Ferrandin meurt le 7 juillet 1399 et il est inhumé dans sa cathédrale d'Aoste.